# HuniePop
Huniepop és un videojoc eròtic de simulació de cites, de rol i de trencaclosques bidimensional per a un sol jugador. L'estètica segueix l'estil del manga. Està disponible per a ordinadors que tinguen sistemes operatius Linux, Mac OS i Windows. Fou publicat el 2015 i fou desenvolupat utilitzant el motor de joc Unity per HuniePot. Fou dissenyat per Ryan Koons. A Steam està disponible la versió censurada. La versió sense censura es pot adquirir de MangaGamer.
El 2013 fou finançat mitjançant la plataforma de micromecenatge Kickstarter. Aconseguint el 2015 ser publicat. Eixe mateix any la plataforma d'emissió en streaming Twitch va prohibir i bloquejar l'emissió del jugar aquest joc per estar considerat per a adults segons la ESRB.
El protagonista (que pot ser home o dona) triar on va per a trobar-se amb dones amb les quals parla i té cites. Les cites són minijocs de trencaclosques on per a avançar cal unir tres rajoles del mateix tipus (com romanç, sentiment, afecte o talent). Cada dona té una afinitat amb una d'aquestes característiques. Després de cada cita completada amb èxit, la dona envia una fotografia al protagonista. En la cita final finalitzada amb èxit es té sexe.
A TechRaptor una contribuïdora va escriure que, tenint en compte que la major part de l'equip de HuniePot eren dones en el moment del desenvolupament del joc, és notable els elements del joc que podrien considerar-se feministes.
A Kotaku va rebre una crítica generalment positiva comentant com a negatiu solament el final. A Technology Tell rebé una crítica negativa. A Gamerankings es calculà un 80% d'acceptació del joc basada en dos ressenyes.
Els desenvolupadors van publicar el 2015 una col·lecció digital de l'art del videojoc, adquirible entre altres a Steam.